# Альбах-Ретти, Вольф
Вольф А́льбах-Ре́тти (нем. Wolf Albach-Retty, полное имя Вольфганг Гельмут Вальтер Альбах; 28 мая 1906, Вена — 21 февраля 1967, Вена) — австрийский актёр. Отец актрисы Роми Шнайдер.
Вольф Альбах-Ретти — сын придворной актрисы Розы Альбах-Ретти и офицера австрийской армии Карла Вальтера Альбаха. Получил образование в Академии музыки и исполнительского искусства. Свою первую роль Вольф сыграл в 20 лет в венском Бургтеатре. В 1927 году Альбах-Ретти сыграл свою первую роль в немом кино. Снимался в музыкальных фильмах в эпоху национал-социализма. В 1933 году на съёмках фильма «Детка, я радуюсь твоему приходу» Вольф познакомился с актрисой Магдой Шнайдер, на которой женился в 1937 году и принял немецкое гражданство. В браке со Шнайдер родились дочь Розмари и сын Вольф-Дитер. Брак был расторгнут в 1945 году (по другим источникам в 1946 или 1949 году).
Спустя два года после аншлюса Австрии Альбах-Ретти вступил в НСДАП. В августе 1944 года был внесён в составлявшийся Геббельсом список талантов, рекомендованных для кинопроизводства, и тем самым избежал мобилизации на военную службу.
После Второй мировой войны слава Альбаха-Ретти поблекла, он получал только второстепенные роли, отчасти благодаря хлопотам своей дочери Роми, и играл в Бургтеатре. Во втором браке Вольф Альбах-Ретти был женат на актрисе Труде Марлен. Похоронен на Центральном кладбище Вены рядом с матерью и второй супругой.

## Фильмография
- 1927: Das grobe Hemd
- 1927: Der geheimnisvolle Spiegel
- 1928: Ein Wiener Musikantenmädel
- 1928: Liebe im Mai
- 1929: Der Dieb im Schlafcoupée
- 1930: Der Onkel aus Sumatra
- 1930: General Babka
- 1931: Wiener Zauberklänge
- 1931: Zwei Herzen und ein Schlag
- 1932: Mädchen zum Heiraten
- 1932: Чёрный гусар / Der schwarze Husar
- 1932: Das schöne Abenteuer
- 1932: …und es leuchtet die Puszta
- 1933: Kind, ich freu’ mich auf dein Kommen
- 1933: Liebe muß verstanden sein
- 1934: G’schichten aus dem Wienerwald
- 1934: Einmal eine große Dame sein
- 1934: Frühjahrsparade
- 1934: Die Katz’ im Sack
- 1935: Der Vogelhändler
- 1935: Winternachtstraum
- 1935: Großreinemachen
- 1935: Sylvia und ihr Chauffeur
- 1936: Rendezvous in Wien
- 1936: Die Puppenfee
- 1936: Geheimnis eines alten Hauses
- 1937: Liebling der Matrosen
- 1937: Die glücklichste Ehe der Welt
- 1937: Millionäre/Ich möcht’ so gern mit Dir allein sein
- 1938: Frühlingsluft
- 1938: Der Hampelmann
- 1939: «Отель „Захер“» / Hotel Sacher
- 1939: Liebe streng verboten
- 1939: Heimatland
- 1939: Mutterliebe
- 1939: Das Glück wohnt nebenan
- 1940: Falstaff in Wien
- 1940: Sieben Jahre Pech
- 1940: Wie konntest Du, Veronika
- 1941: So gefällst Du mir
- 1941: Tanz mit dem Kaiser
- 1942: Sieben Jahre Glück
- 1942: Alles aus Liebe
- 1942: Die heimliche Gräfin
- 1942: Zwei glückliche Menschen
- 1943: Abenteuer im Grandhotel
- 1943: Maske in Blau
- 1943: Der weiße Traum
- 1943: Reisebekanntschaft
- 1943: Romantische Brautfahrt
- 1943: Hundstage
- 1944: Ein Mann wie Maximilian
- 1945: Wie ein Dieb in der Nacht
- 1948: Alles Lüge
- 1949: Ein bezaubernder Schwindler
- 1949: Gefährliche Gäste
- 1949: Großstadtnacht
- 1950: Der Mann, der sich selber sucht
- 1950: Zwei in einem Anzug
- 1950: Czardas der Herzen
- 1951: Weh’ dem, der liebt
- 1951: Unschuld in tausend Nöten/Das Mädel aus der Konfektion
- 1951: Verklungenes Wien
- 1951: Zwei in einem Auto
- 1952: Der Mann in der Wanne
- 1952: Ideale Frau gesucht
- 1952: Der Obersteiger
- 1953: Die tolle Lola
- 1953: Der Vogelhändler
- 1954: Die süßesten Früchte
- 1954: Schule für Eheglück
- 1954: Die sieben Kleider der Katrin
- 1955: Seine Tochter ist der Peter
- 1955: Ihr Leibregiment
- 1956: K.u.K. Feldmarschall
- 1956: Ein Herz und eine Seele/…und wer küßt mich?
- 1956: Die Stimme der Sehnsucht
- 1956: Verlobung am Wolfgangsee
- 1957: Dort in der Wachau
- 1957: Wetterleuchten um Maria
- 1957: Der Kaiser und das Wäschermädel
- 1958: Gefährdete Mädchen
- 1958: Man ist nur zweimal jung
- 1958: Immer die Radfahrer
- 1958: Mein ganzes Herz ist voll Musik
- 1959: Herrn Josefs letzte Liebe
- 1959: Peter, das Zirkuskind/Auf allen Straßen
- 1959: Mädchen für die Mambo-Bar
- 1959: Hubertusjagd
- 1960: Frauen in Teufels Hand
- 1960: Hohe Tannen
- 1961: Der Orgelbauer von St. Marien
- 1961: Autofahrer unterwegs/Auf den Straßen einer Stadt
- 1962: Die Post geht ab
- 1962: Die Försterchristel
- 1963: Bergwind/Sturm am Wilden Kaiser
- 1963: Кардинал / Der Kardinal
- 1964: Die große Kür
- 1964: Die Kinder
- 1964: Das Mädel aus dem Böhmerwald
- 1965: Die Tänzerin Fanny Elßler
- 1966: Leinen aus Irland